# Esnandes
 Esnandes  es una población y comuna francesa, situada en la región de Poitou-Charentes, departamento de Charente Marítimo, en el distrito de La Rochelle y cantón de La Rochelle-5.

## Demografía
| 650                       | 616 | 633 | 665 | 734 | 724 | 737 | 750 | 730 | 815 | 832 | 793 | 845 | 911 | 907 | 842 | 826 | 857 | 849 | 789 | 638 | 607 | 602 | 633 | 633 | 700 | 713 | 719 | 781 | 1 370 | 1 730 | 1 836 | 1 933 | 1 994 |
| (Fuente: Cassini e INSEE) |     |     |     |     |     |     |     |     |     |     |     |     |     |     |     |     |     |     |     |     |     |     |     |     |     |     |     |     |       |       |       |       |       |

## Monumentos y lugares de interés[1]

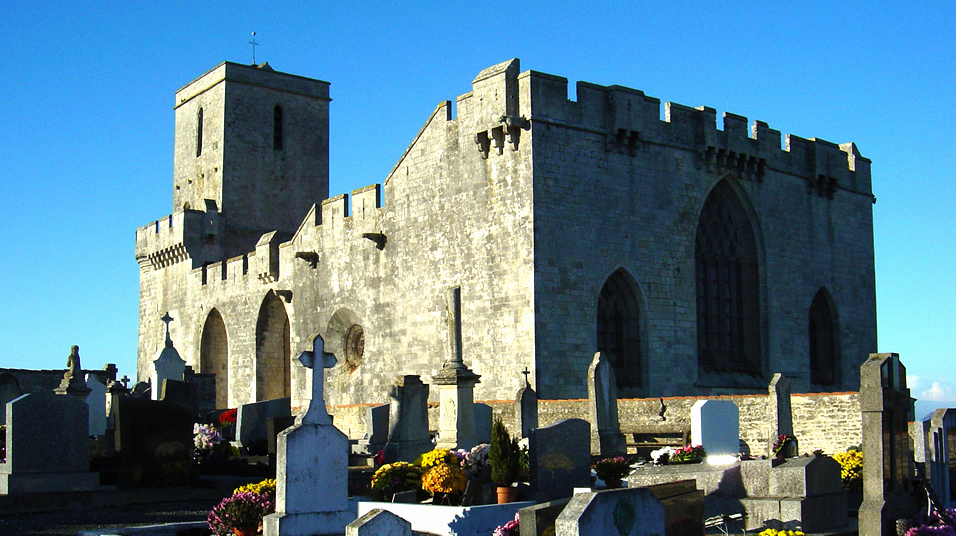
Iglesia de San Martín

- Iglesia fortificada del siglo XIV
- Museo de la Mitilicultura
- Camino de la costa